# Man-of-war

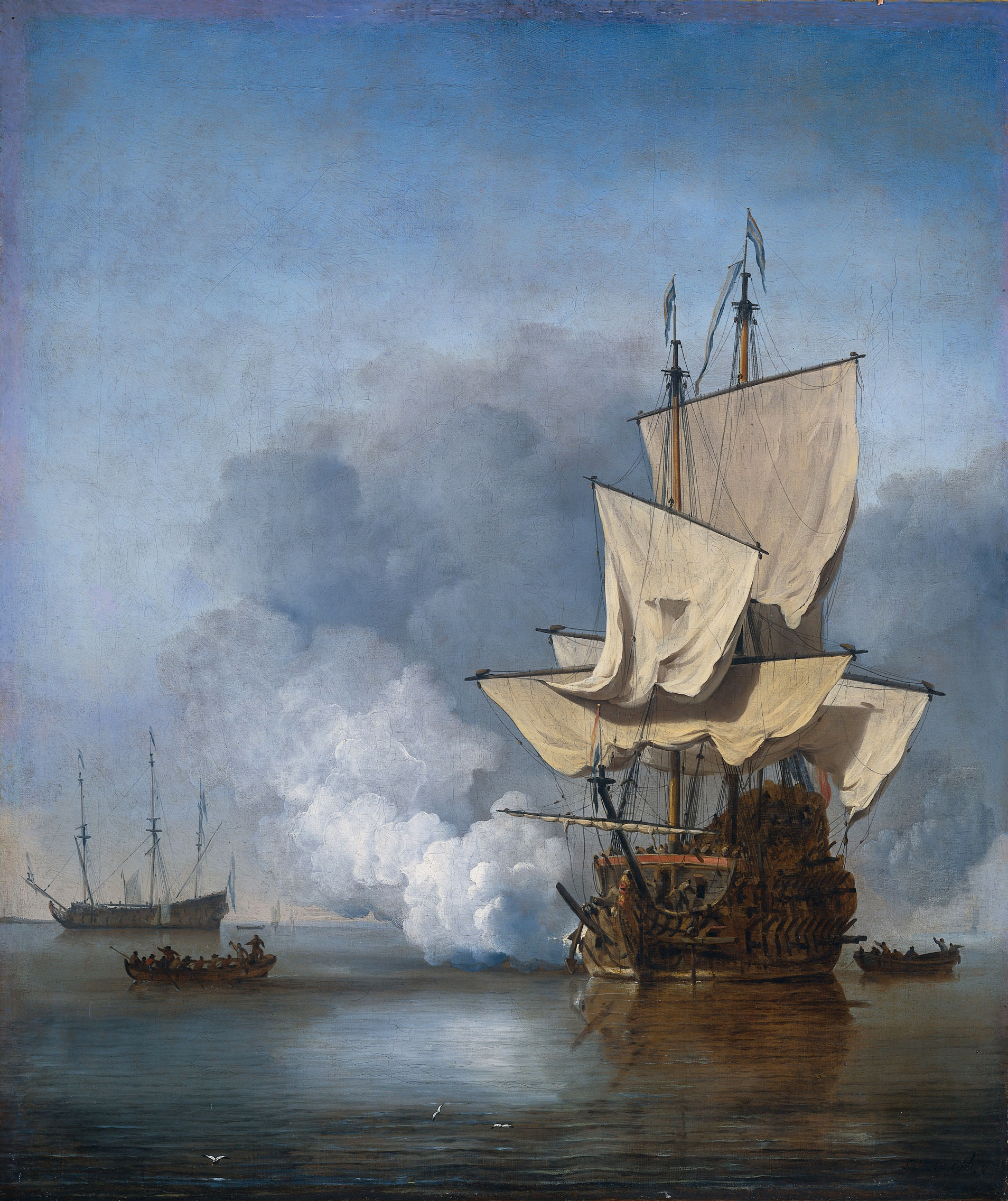
O Tiro de Canhão, quadro ca. 1680 do pintor holandês Willem van de Velde, o Jovem representando um man-of-war holandês disparando uma salva.

A expressão man-of-war (plural: men-of-war; literalmente "homem de guerra"), ou man-o'-war, por vezes abreviada "man" era usada pela Marinha Real Britânica para designar um navio de guerra de grande poder militar entre os séculos XVII e XIX.
O termo também é aplicado a navios de guerra doutras potências europeias, nomeadamente da França, que constituíam a espinha dorsal das marinhas de guerra dos respetivos países. Frequentemente aplica-se sobretudo aos chamados "navios de linha" (ship of the line) britânicos ou "navios de alto-bordo" (vaisseau de haut-bord) franceses. Por oposição, os navios mercantes eram chamados man-of-trade ("homem de comércio").

## Descrição
O man-of-war teve origem em Portugal no início do século XV a partir de navios redondos anteriores com a adição de um segundo mastro para formar a nau. O século XVI viu a carraca evoluir para o galeão e depois para o navio de linha. A evolução do termo foi a seguinte:
| “ | Homem de guerra. "Um termo aplicado a uma linha de navios de guerra, ao contrário da regra usual na língua inglesa na qual todos os navios são femininos. Provavelmente surgiu da seguinte maneira: 'homens de guerra' (men of war) eram soldados fortemente armados. Um navio cheio deles seria chamado 'navio de guerra'. Com o passar do tempo, a palavra 'navio' (ship) foi descartada como desnecessária e permaneceu a o termo 'men of war'. " | ” |
|   | — Talbot in Henry Fredrick Reddall Fact, fancy, and fable, 1892, p. 340. |   |

O desenho do man-of-war desenvolvido por Sir John Hawkins tinha três mastros, cada um com três a quatro velas. O navio podia ter até 60 metros de comprimento e 124 canhões: quatro na proa, oito na popa e 56 em cada lateral. Todos esses canhões exigiam três conveses de baterias para mantê-los, mais um do que qualquer navio anterior. Tinha uma velocidade máxima de navegação de oito ou nove nós.